# Pietro Cataneo
Pietro di Giacomo Cataneo (Siena, 1510 – 1574) foi um arquiteto, matemático, engenheiro militar e teórico de arquitetura italiano.

## Biografia
Personagem do Renascimento, é recordado principalmente por sua obra "I Quattro Primi Libri di Architettura" (1554), um conjunto de quatro livros sobre arquitetura. Por ordem, os livros cobrem o desenho de cidades fortificadas (arquitetura militar), materiais, arquitetura religiosa e arquitetura civil. O seu trabalho sobre o desenho de cidades foi influente, tendo sido citado por Andrea Palladio. e posto em prática por Vincenzo Scamozzi e Giorgio Vasari.
Afirma-se que o seu conceito de "cidade ideal" influenciou a proposta de Richard Newcourt para a reconstrução da cidade de Londres após o Grande Incêndio de Londres, bem como o design de cidades tais como Philadelphia e Savannah, nos Estados Unidos.
O seu conceito também trouxe grande semelhança ao centro financeiro de Adelaide, na Austrália.
No campo da Matemática, legou-nos "Le pratiche delle due prime matematiche" (1559).